# フーグルフィング
フーグルフィング (ドイツ語: Huglfing) はドイツ連邦共和国バイエルン州オーバーバイエルン行政管区のヴァイルハイム＝ショーンガウ郡に属す町村（以下、本項では便宜上「町」と記述する）で、プファッフェンヴィンケル地方に位置する。エーバーフィング、エーグルフィング、オーバーハウゼンとともに形成しているフーグルフィング行政共同体の本部所在地である。

## 地理
氷河時代のモレーンの丘陵に囲まれたフーグルフィングは海抜625mに位置する。この峡谷部をフンガーバッハ川が流れている。フーグルフィングは、ミュンヘン - ガルミッシュ間を結ぶ鉄道沿い、州都ミュンヘンからは南に約60kmに位置する。また、バート・テルツからショーンガウに至る連邦道B472号線も町内を通っている。

### 自治体の構成
この町は、公式には 6つの地区 (Ort) からなる。このうち小集落や孤立農場などを除く集落は、首邑のフーグルフィングのみである。

## 歴史
フーグルフィング町内の最も古い人類の活動跡は新石器時代のもので、オクゼンブッケル近くの「グローセン・アウ」（「大きな湿地」の意）で発掘された。青銅器時代の丘陵墓やハルシュタット期すなわちラ＝テーヌ期の骨壺埋葬地も町内にある。フーグルフィングはおそらく510年頃に創設された。最初の文献上の記録は1030年のもので、「Hugolvingen」と記されている。この名前は、ゲルマンの「Hugolf」に語尾「ingen」がついたものである。ゲルマン語の「Hugu」は、「意識」、「知性」、「精神」、「記憶」を意味する。後半の「ingen」は部族への帰属を示す。フーグルフィングは、初めエッシェンローエ伯の所領であったが、後にアウクスブルク司教に売却された。1332年にフーグルフィングはアウクスブルク司教本部から皇帝ルートヴィヒ4世を介してエッタール修道院に寄贈された。14世紀からラムング貴族家が現在のラメック地区に城館を設けた。1500年に大火があり、多くの家屋敷が灰燼に帰し、中世盛期に建てられた教会に甚大な被害を与えた。フンガーバッハ川沿いには、ミッターミューレ、キルヒミューレ、モースミューレなど多くの水車小屋があった。1803年のバイエルンの世俗化まで2/3の地所はエッタール修道院領であった。この旧帝国直轄修道院領は司法管轄上、バイエルン選帝侯のヴァイルハイム地方裁判所やこの地に貴族が所有していたポリング修道院に分割された。フーグルフィングはバイエルンの行政改革に伴う1818年の市町村令により政治的に独立した自治体となった。フーグルフィングは1978年の市町村再編以降フーグルフィング行政共同体に属している。

## 行政
町長は、マルクス・フーバーである。

### 紋章
フーグルフィングの紋章は、横たわる十字架でエッタール修道院およびポリング修道院との歴史的結びつきを示している。十字架の上にはロミング家（ラメック家）の紋章に由来する舞い上がるハヤブサが描かれている。

## 文化と見所

### 建築
- 聖マグヌス教区教会
- ロココの化粧漆喰造りのゼバスティアン礼拝堂
- 聖ヨハン巡礼教会

## 引用
1. ↑  https://www.statistikdaten.bayern.de/genesis/online?operation=result&code=12411-003r&leerzeilen=false&language=de Genesis-Online-Datenbank des Bayerischen Landesamtes für Statistik Tabelle 12411-003r Fortschreibung des Bevölkerungsstandes: Gemeinden, Stichtag (Einwohnerzahlen auf Grundlage des Zensus 2011)
2. ↑  Bayerische Landesbibliothek Online
3. ↑  Bernhard Maier: Huglfing im Wandel der Zeit, Gemeinde Huglfing 2005, Seite 9
4. 1 2  Bernhard Maier: Huglfing im Wandel der Zeit, Gemeinde Huglfing 2005, Seite 1
5. 1 2 3  フーグルフィング略史, 2009年10月29日 閲覧
6. ↑  Georg Paula, Stefanie Berg-Hobohm: Landkreis Weilheim-Schongau: Denkmäler in Bayern., Karl M Lipp Verlag München 2003, Band 1, Seite 152